# Alacurt de Minahassa
L'alacurt de Minahassa (Heinrichia simplex; syn: Heinrichia calligyna simplex) és un ocell de la família dels muscicàpids (Muscicapidae) endèmic del nord de l'illa de Célebes, a Indonèsia. El seu hàbitat natural són els boscos tropicals i subtropicals de frondoses humits de l'estatge montà. El seu estat de conservació es considera gairebé amenaçat.

## Taxonomia
Segons el Handook of the Birds of the World i la quarta versió de la BirdLife International Checklist of the birds of the world (Desembre 2019), aquest tàxon tindria la categoria d'espècie. Tanmateix, altres obres taxonòmiques, com la llista mundial d'ocells del Congrés Ornitològic Internacional (versió 12.1, gener 2022), el consideren encara una subespècie de l'alacurt de Sulawesi (Heinrichia calligyna simplex).